# Jihlava (rivier)
De Jihlava (Duits: Igel) is een rivier in de regio Vysočina in de Tsjechische republiek.
De stroom ontspringt ten westen van de plaats Jihlávka in de Boheems-Moravische Hoogten en mondt bij Ivaň uit in de Svratka bij de uitmonding in een stuwmeer van de Thaya, die in de Morava uitkomt die in de Donau stroomt.
De stad Jihlava is genoemd naar de rivier. Rond de stad was de rivier de historische grens tussen de gebieden Bohemen (regio Oost-Bohemen) en Moravië (Zuid-Moravië). Sinds 2000 zijn de beide oevers echter verenigd in de nieuwe bestuurlijke regio Vysočina (Hoogland).
Aan de rivier liggen verscheidene historische watermolens. In de periode 1970-1978 is bij Dalešice, in het district van Třebíč, een moderne waterkrachtcentrale gebouwd met een grote stuwdam.

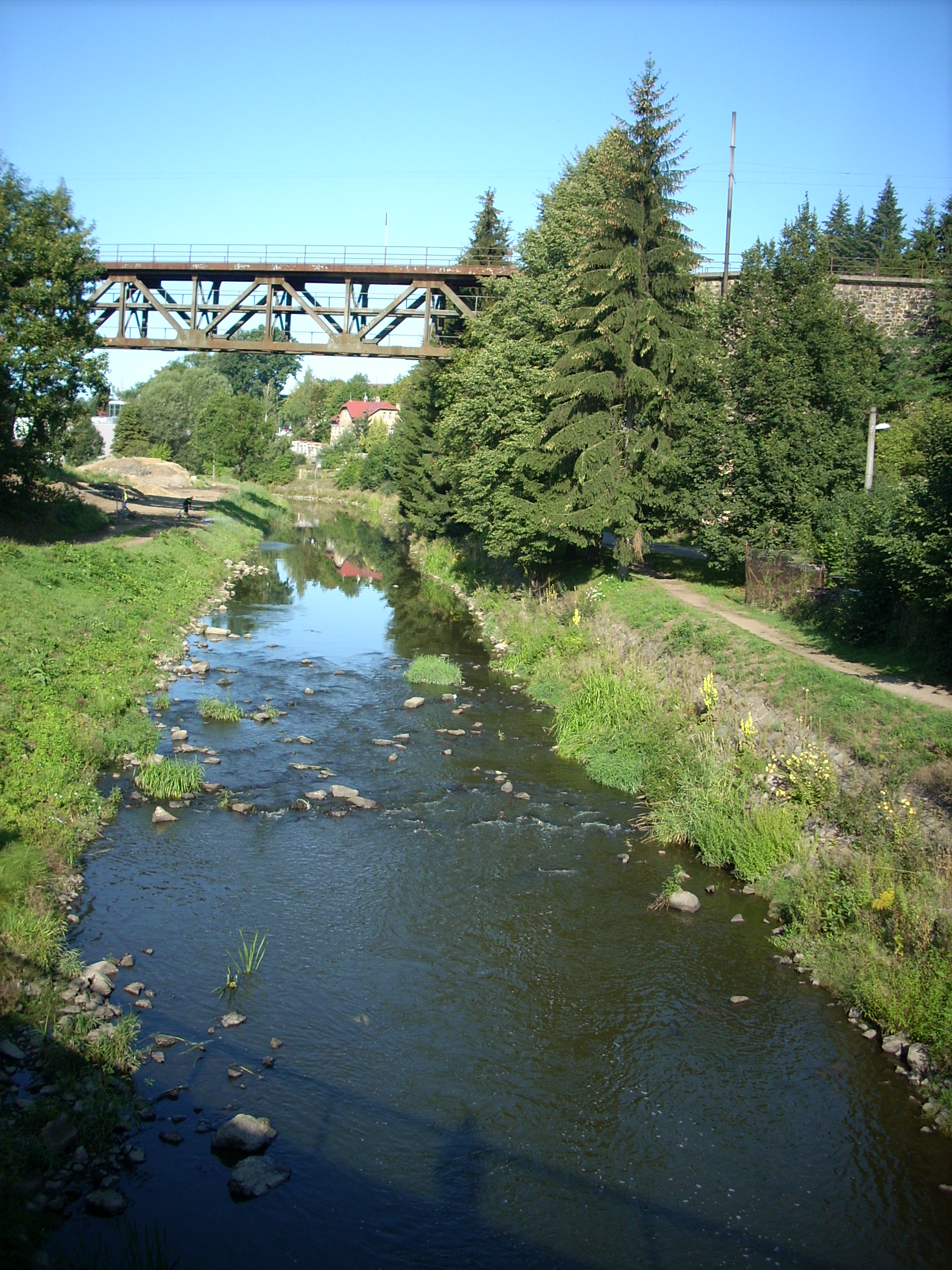
brug bij Jihlava
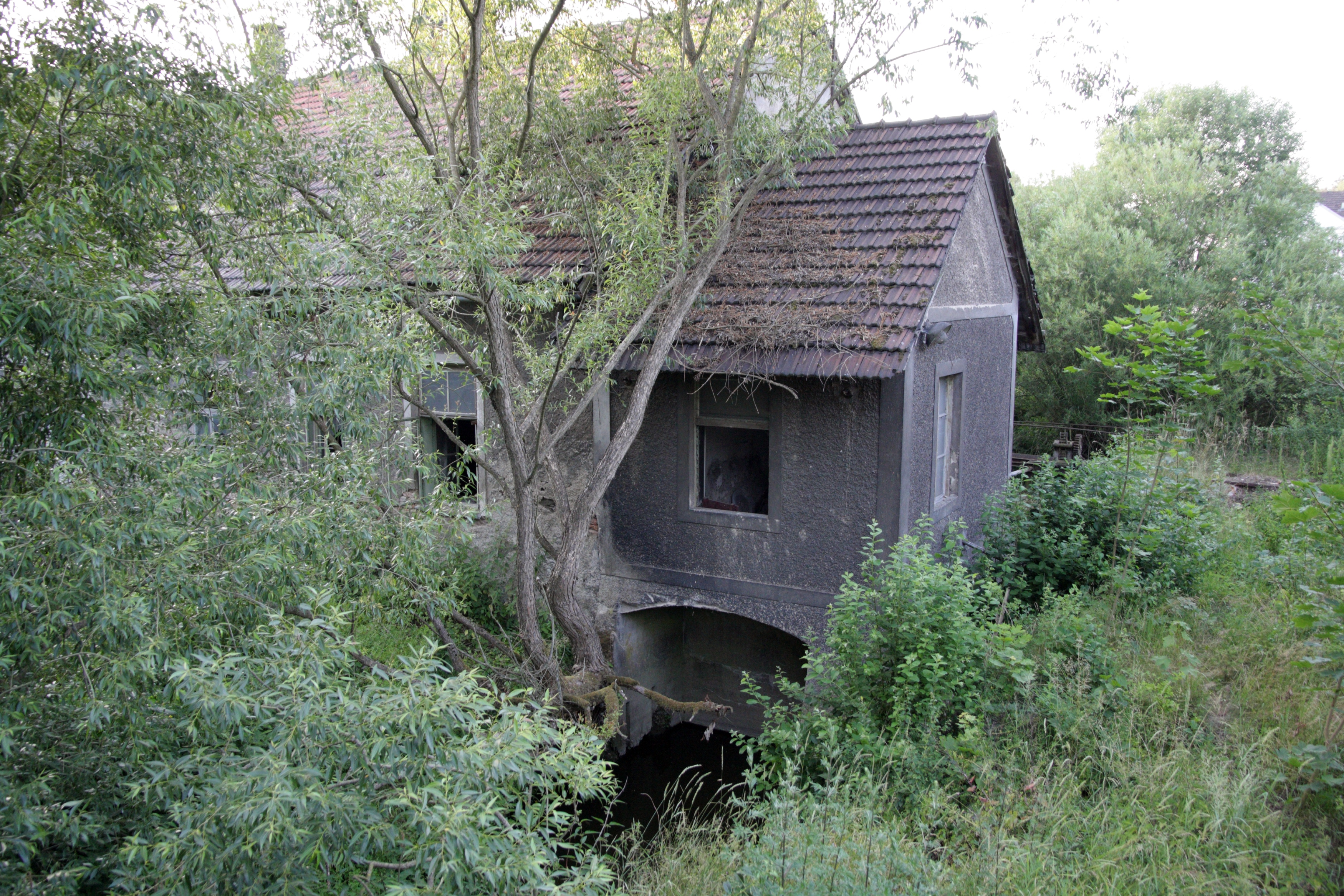
watermolen in Dolní Smrčné
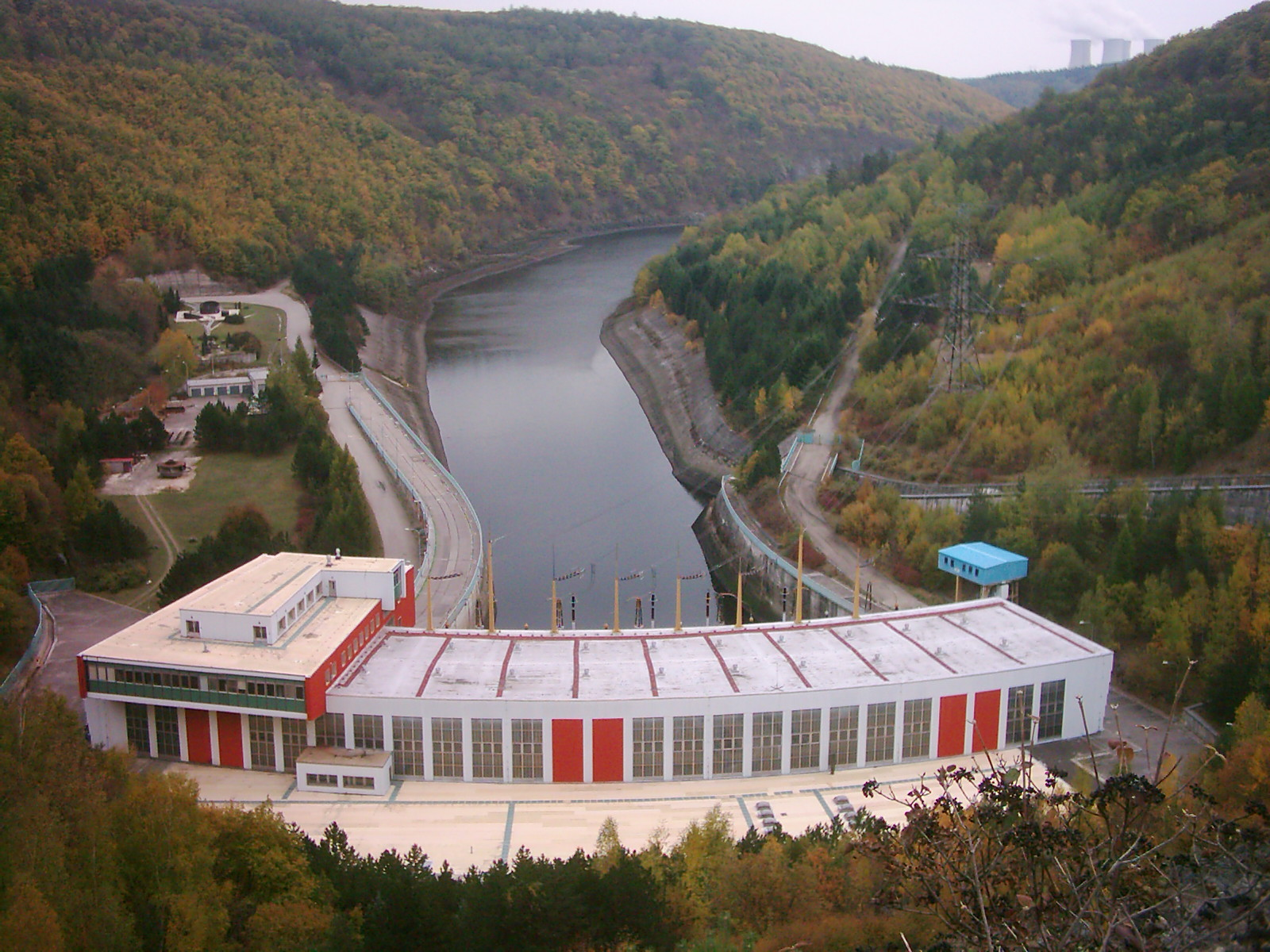
waterkrachtcentrale in Dalešice